# Шакиров, Аскар Оразалиевич
Аскар Оразалиевич Шакиров (каз. Асқар Оразалыұлы Шәкіров, род. 2 февраля 1956 года, Караганда, Казахская ССР, СССР) — казахстанский государственный и политический деятель, дипломат. Депутат сената парламента Республики Казахстан (2019—2023).

## Биография
Окончил Институт стран Азии и Африки при Московском государственном университете имени М. В. Ломоносова по специальности историк-востоковед. В 1978 году, очную адъюнктуру Академии МВД СССР. Кандидат юридических наук. Владеет английским и китайским языками.
Имеет дипломатический ранг чрезвычайного и полномочного посланника I класса.
С 1978 по 1987 годы — адъюнкт, инспектор, старший инспектор Академии Министерства внутренних дел СССР в группе по обеспечению работы представителя СССР в Комитете ООН по борьбе с преступностью и уголовному правосудию.
С 1987 по 1989 годы — референт отдела внешних сношений Министерства внутренних дел СССР.
С 1982 по 1992 годы — начальник отдела ВНИИ Министерства внутренних дел СССР.
С 1992 по 1995 годы — заведующий договорно-правовым отделом, заместитель начальника, начальник главного договорно-правового управления Министерства иностранных дел Республики Казахстан.
С 1995 по 1996 годы — временный поверенный в делах Республики Казахстан в Республике Корея.
С марта по апрель 1996 годы — посол по особым поручениям Министерства иностранных дел Казахстана.
С апреля 1996 по ноябрь 1997 годы — заместитель министра иностранных дел Республики Казахстан.
С 1997 по 1998 годы — вице-министр иностранных дел Республики Казахстан.
С 1998 по 2004 годы — чрезвычайный и полномочный посол Республики Казахстан в Индии.
С 2004 по 2006 годы — заместитель министра иностранных дел Республики Казахстан.
С 2006 по 2007 годы — председатель комитета таможенного контроля Министерства финансов Республики Казахстан.
С 24 сентября 2007 года — уполномоченный по правам человека в Республике Казахстан, переназначен 27 сентября 2012 года. 4 сентября 2017 года избран на эту же должность на пленарном заседании сената парламента Казахстана по представлению президента Казахстана. Занимал должность по 2 сентября 2019 года.
12 августа 2019 года указом президента Казахстана был назначен депутатом сената парламента Республики Казахстан. 2 сентября 2019 года был избран заместителем председателя сената.
2 июля 2020 года присвоен дипломатический ранг чрезвычайного и полномочного посла.

## Награды
- 2021 (2 декабря) — Орден «Парасат»;[8][9]
- Орден «Курмет»;
- Медаль «Ерен енбеги ушин» (14 декабря 2002 года);[10]
- Государственные, юбилейные и правительственные медали Республики Казахстан